# 卡萨米乔拉泰尔梅
卡萨米乔拉泰尔梅（義大利語：Casamicciola Terme），是意大利那不勒斯省的一个市镇。总面积5平方公里，人口8317人，人口密度1663.4人/平方公里（2009年）。ISTAT代码为063019。